# Utegym

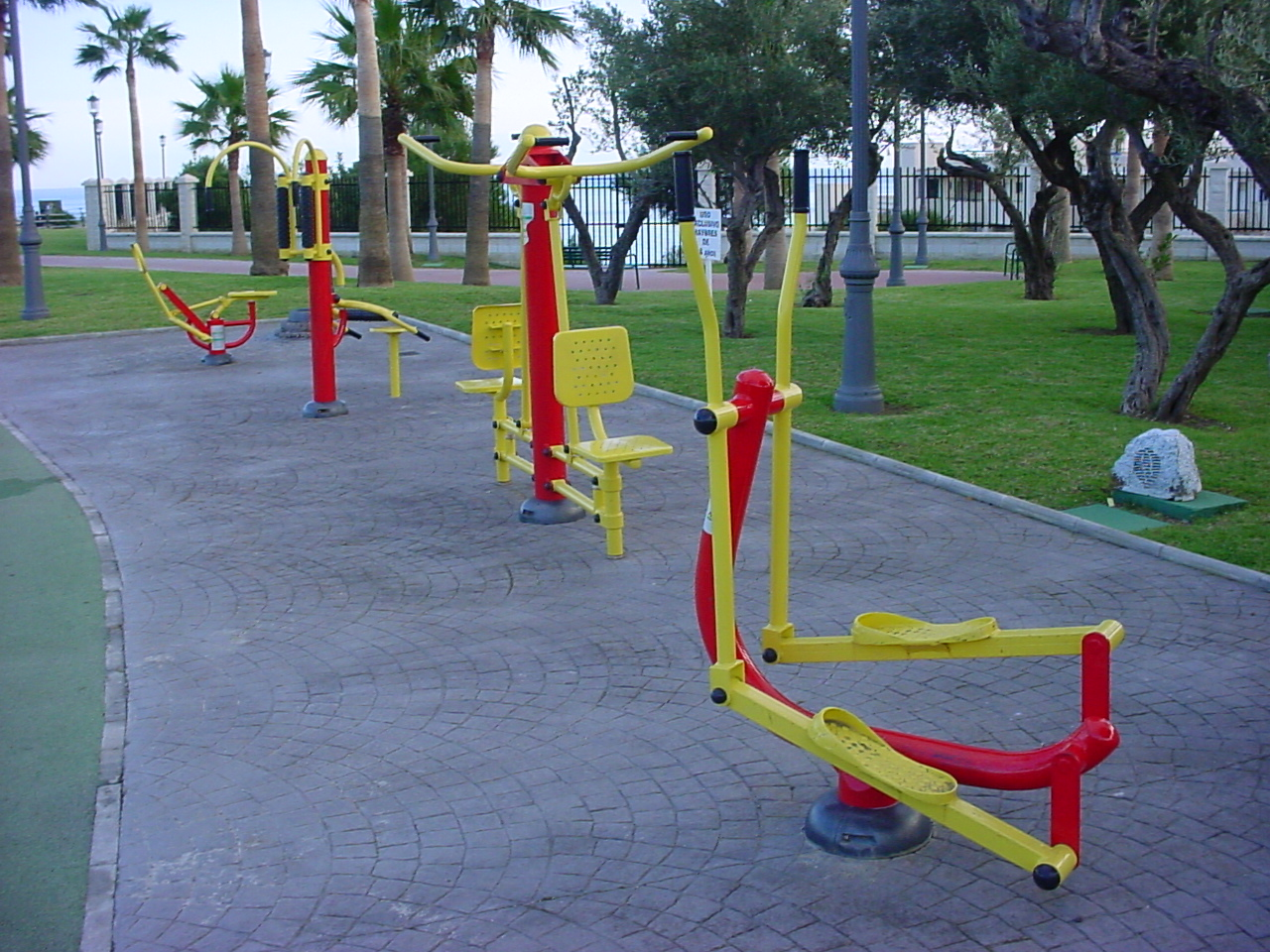
Utegym i Spanien.

Utegym eller utomhusgym är ett gym som är placerat på en allmän plats utomhus och som kan användas av alla året om, vanligen kostnadsfritt. Dessa är ofta en enklare variant än de gym som finns inomhus och utrustningen varierar. Vissa är endast gjorda för att arbeta med sin egen kropp. Andra kan vara mer avancerade och innehålla träningsmaskiner byggda i exempelvis trä eller stål.